# 布萊恩·史蒂文森

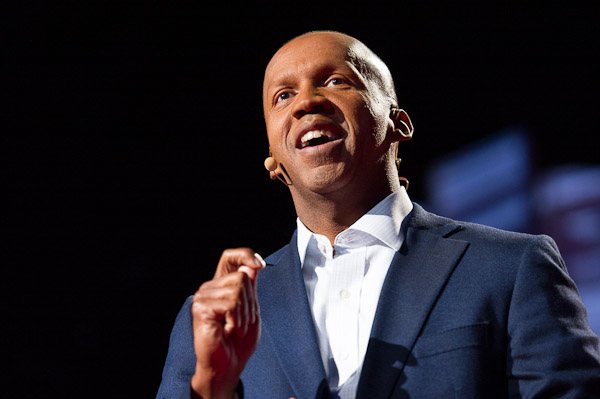
2012年攝

布萊恩·史蒂文森（英語：Bryan Stevenson，1959年11月14日—），美國非裔律師、社會公義運動家、紐約大學法學院教授，亦是非謀利組織平等正義倡議（Equal Justice Initiative）的發起人及執行董事。他成功倡議美國最高法院改變政策，停止對18歲以下的罪犯判處死刑或終身監禁，亦為數以十計的冤案成功翻案，將被判死刑的囚犯拯救出來。他的事績於2019年拍成電影《不完美的正義》。

## 外部連結
- TED上的布萊恩·史蒂文森
- C-SPAN內的頁面（英文）
- Ezra Klein. . The Ezra Klein Show (). Vox Media. 2018-12-27  [2022-03-08]. （原始内容存档于2022-03-08）.